# John Hill Burton
John Hill Burton, född den 22 augusti 1809 i Aberdeen, död den 10 augusti 1881, var en skotsk jurist och historiker.
Burton var först verksam som advokat, ägnade sig sedan åt historia och blev 1877 kunglig historiograf för Skottland. Bland Burtons arbeten kan nämnas: History of Scotland from the revolution to extinction of the last Jacobite insurrection (2 band. 1853), The history of Scotland from Agricolas invasion to the revolution of 1688 (7 band, 1867–1870), samt A history of the reign of queen Anne (3 band, 1880).